# Востоков, Александр Александрович
Востоков, Александр Александрович (15 февраля (3 февраля) 1857 — 25 декабря (13 декабря) 1891) — историк, археограф и архивист.

## Биография
Родился в селе Богородского уезда Московской губернии в семье священника. Учился в Коломенском духовном училище с 1866 по 1867, затем окончил Заиконоспасское духовное училище в 1876 году. Поступил на юридический факультет Петербургского университета, который закончил в 1882 году. С 1884 года работал сотрудником Архива Министерства юстиции в Москве.
Член Московского общества истории и древностей, Московского юридического общества. Активно сотрудничал с журналом «Киевская старина». Автор трудов по социально-политической истории Украины XVI—XVII веков и истории русского права XVI—XVIII веков. Участвовал в составлении «Актов Московского государства» (М., 1890—1892, т. 1-2).
Умер в 1891 году в Москве.

## Сочинения
- Переписка стольника А. А. Безобразова, 1687. «Чтения Общества истории и древностей российских», 1881, т. 1

- Проекты Уголовного Уложения 1754—1766. СПб., 1882
- К истории первого крымского похода. «Киевская старина», 1886, № 2
- Литературная деятельность Н. В. Калачова. «Исторический вестник», 1886, № 5
- Пребывание ссыльных князей в. В. и А. В. Голицыных в Мезени. «Исторический вестник», 1886, № 8
- Козелецкая рада 1662 года. «Киевская старина», 1887, № 2
- Жалоба роменского духовенства на протопопа Мартына Самойлова. «Киевская старина», 1887, № 5
- Акт избрания Варлаама Ясинского архимандритом Киево-Печерского Монастыря. «Киевская старина», 1887, № 7
- Первые сношения Богдана Хмельницкого с Москвой. «Киевская старина», 1887, № 8
- Нежинская рада 1663 года. «Киевская старина», 1888, № 5[1].
- Приданое П. И. Шереметевой. «Киевская старина», 1888, № 8
- Суд и казнь Григория Самойловича. «Киевская старина», 1889, № 1[2].
- Из прошлого города Киева. «Киевская старина», 1889, № 10
- Черняк Иван, Полтавский полковник. «Киевская старина», 1889, № 10
- Судьба Выговских и Ивана Нечая. «Киевская старина», 1890, № 1
- Посольство Шакловитаго к Мазепе в 1688 году. «Киевская старина», 1890, № 5.